# Stjepan Kavurić
Stjepan Kavurić (Zagreb, 19. prosinca 1905. — Logor Lepoglava, lipanj 1942.) je bio hrvatski sindikalni radnik i sudionik Narodnooslobodilačke borbe.

## Životopis
Stjepan Kavurić rođen je 1905. godine u Zagrebu. Godinama je bio zaposlen u Zagrebačkoj električnoj centrali, a 1933. godine je postao član njezine organizacije KPJ. Istovremeno je bio član uprave SBOTIČ-a (sindikat bankarskih radnika, činovnika i ostalih srodnih zanimanja), te član rukovodstva KPJ u gradskim poduzećima „Elektra” i „Vodovod”.
Za vrijeme vlade Dragiše Cvetkovića bio je uhićen i upućen u logor Lepoglavu. Po dolasku ustaša na vlast u travnju 1941. godine, svi zatočenici su predani njima u ruke. U lipnju 1942. godine, ustaše su njega i još trideset logoraša zatočili u samicu, bez hrane i vode.  Naposljetku su provalili iz ćelije, napali ustaško osoblje u logoru i pritom su svi pobijeni.

## Nasljeđe
Po njemu i njegovom bratu Zvonimiru je do 1990-ih nosila ime ulica u Zagrebu, koja je zatim preimenovana u Ulica Andrije Hebranga. Do udruženja više poduzeća u građevinsko poduzeće „Monting” 1970-ih, samostalno je djelovalo poduzeće nazvano po njima, „Braća Kavurić”. Danas se u Sisku jedna ulica zove po braći Kavurić.